# Dicranomyia (Dicranomyia) abigor
Dicranomyia (Dicranomyia) abigor is een tweevleugelige uit de familie steltmuggen (Limoniidae). De soort komt voor in het Oriëntaals gebied.